# Čerhov
Čerhov (em húngaro: Csörgő) é um município da Eslováquia, situado no distrito de Trebišov, na região de Košice. Tem 8,53 km² de área e sua população em 2018 foi estimada em 722 habitantes.

## Demografia
| Ano:        | 1994 | 2004    | 2014   | 2024   |
| ----------- | ---- | ------- | ------ | ------ |
| Broj ljudi: | 671  | 819     | 765    | 754    |
| Razlika:    |      | +22,05% | -6,59% | -1,43% |

| Ano:               | 2023 | 2024 |
| ------------------ | ---- | ---- |
| Número de pessoas: | 754  | 754  |
| Diferença:         |      | +0%  |